# Caradrina signata
Caradrina signata là một loài bướm đêm trong họ Noctuidae.